# Шепели (Полтавская область)

Шепели (укр. Шепелі) — село,
Великобагачанский поселковый совет,
Великобагачанский район,
Полтавская область,
Украина.
Код КОАТУУ — 5320255109. Население по переписи 2001 года составляло 24 человека.

## Географическое положение
Село Шепели находится на правом берегу реки Псёл,
выше по течению примыкает село Довгалевка,
ниже по течению примыкает село Пилипенки.
Рядом проходит автомобильная дорога Т-1719.